# Johannes Teutonicus Zemeke
Johannes Zemeke (eller Zemecke), känd under namnet Johannes Teutonicus ("Johannes den tyske"), född okänt år vid Halberstadt, död 12 april 1245 i Halberstadt, var en tysk jurist och katolsk präst.
Zemeke, född av fattiga föräldrar, vistades som student och antagligen magister vid Bolognas universitet, där studiet av romersk rätt blomstrade. Stödd på föregående glossatorer där, åstadkom han den första omfattande och fortlöpande kommentaren till det viktiga "Decretum Gratiani", en kommentar som blev allmänt använd som grundval för studiet av kanonisk rätt och fick titeln Glossa ordinaria decreti. 
Zemeke utarbetade även dylika förklarande anmärkningar till Innocentius III:s dekretal och Fjärde laterankonsiliets (1215) beslut. Han blev 1212 kanonikus vid domkapitlet i Halberstadt (bredvid idel högadliga herrar), 1235 detta högstifts dekan och 1241 dess prost.